# A magyar kommunista pártok Politikai Bizottságainak taglistája
A következő listán a magyar kommunista pártok Politikai Bizottságainak taglistája olvasható; egész pontosan a Magyar Kommunista Párt (MKP), a Magyar Dolgozók Pártja (MDP) és a Magyar Szocialista Munkáspárt (MSZMP) Politikai Bizottságai (PB) tagjainak neve, megbízatásuk időtartama a következő változásig, illetve a változások oka olvasható. Politikai Bizottságot először az MKP 1945. május 20-án és május 21-én összeült Országos Értekezlete alakított. A névsor után zárójelben a tagok száma szerepel.
A PB-ben 44 év alatt 68 személy szerepelt; közülük csak három volt nő: Benke Valéria (1970–1985), Csehák Judit (1987–1989) és Tatai Ilona (1988–1989). A pártok másik legfontosabb testülete (gyakran fontosabb is, mint a PB) a Titkárság volt, melyekbe fennállásuk során egyetlen nő sem került.

## Az MKP III. kongresszusa utánig (1948. június 14-ig)
| Farkas Mihály, Gerő Ernő, Horváth Mihály, Kádár János, Kiss Károly, Kovács István, Kossa István, Nagy Imre, Rajk László, Rákosi Mátyás, Révai József (11) | 1945. május 21.  | 1946. október 1. | Az MSZMP Országos Értekezlete, megalakul a PB                |
| Apró Antal, Farkas Mihály, Gerő Ernő, Kádár János, Kossa István, Nagy Imre, Rajk László, Rákosi Mátyás, Révai József (9)                                  | 1946. október 1. | 1948. június 14. | MKP III. kongresszus, új tag Apró (Horváth, Kiss, Kovács ki) |

## Az MDP III. kongresszusa utánig (1955. április 14-ig)
| Apró Antal, Farkas Mihály, Gerő Ernő, Harustyák József, Kádár János, Kossa István, Marosán György, Nagy Imre, Rajk László, Rákosi Mátyás, Révai József, Rónai Sándor, Szakasits Árpád, Vajda Imre (14)                                                           | 1948. június 14.    | 1949. június 11.    |                                                                                             |
| Apró Antal, Farkas Mihály, Gerő Ernő, Harustyák József, Kádár János, Kossa István, Marosán György, Nagy Imre, Rákosi Mátyás, Révai József, Rónai Sándor, Szakasits Árpád, Vajda Imre (13)                                                                        | 1949. június 11.    | 1949. szeptember 3. | Rajk kizárása                                                                               |
| Apró Antal, Farkas Mihály, Gerő Ernő, Harustyák József, Horváth Márton, Kádár János, Kossa István, Marosán György, Rákosi Mátyás, Révai József, Rónai Sándor, Szakasits Árpád, Vajda Imre (13)                                                                   | 1949. szeptember 3. | 1950. április 25.   | Nagy Imre kizárása                                                                          |
| Apró Antal, Farkas Mihály, Gerő Ernő, Harustyák József, Horváth Márton, Kádár János, Kossa István, Marosán György, Rákosi Mátyás, Révai József, Rónai Sándor, Vajda Imre (11)                                                                                    | 1950. április 25.   | 1950. május 31.     | Szakasits kizárása                                                                          |
| Apró Antal, Farkas Mihály, Gerő Ernő, Harustyák József, Horváth Márton, Kádár János, Kossa István, Marosán György, Rákosi Mátyás, Révai József, Rónai Sándor, Szabó István, Vajda Imre, Zöld Sándor (14)                                                         | 1950. május 31.     | 1950. augusztus 16. | Központi Vezetőség ülése, új tagok: Szabó, Zöld                                             |
| Apró Antal, Farkas Mihály, Gerő Ernő, Harustyák József, Horváth Márton, Kádár János, Kossa István, Rákosi Mátyás, Révai József, Rónai Sándor, Szabó István, Zöld Sándor (12)                                                                                     | 1950. augusztus 16. | 1951. március 1.    | Marosán és Vajda kizárása                                                                   |
| Apró Antal, Farkas Mihály, Gerő Ernő, Harustyák József, Hegedűs András, Horváth Márton, Kádár János, Kiss Károly, Kovács István, Nagy Imre, Rákosi Mátyás, Révai József, Rónai Sándor, Szabó István, Vas Zoltán, Vajda Imre, Zöld Sándor, Zsofinyecz Mihály (17) | 1951. március 1.    | 1951. április 20.   | II. Kongresszus, új tagok: Hegedűs, Horváth, Kiss, Kovács, Nagy, Vas, Zsofinyecz (Kossa ki) |
| Apró Antal, Farkas Mihály, Gerő Ernő, Harustyák József, Hegedűs András, Horváth Márton, Kádár János, Kiss Károly, Kovács István, Nagy Imre, Rákosi Mátyás, Révai József, Rónai Sándor, Szabó István, Vas Zoltán, Vajda Imre, Zsofinyecz Mihály (16)              | 1951. április 20.   | 1951. május 22.     | Zöld S. öngyilkossága                                                                       |
| Apró Antal, Farkas Mihály, Gerő Ernő, Harustyák József, Hegedűs András, Hidas István, Horváth Márton, Kiss Károly, Kovács István, Nagy Imre, Rákosi Mátyás, Révai József, Rónai Sándor, Szabó István, Vas Zoltán, Vajda Imre, Zsofinyecz Mihály (16)             | 1951. május 22.     | 1953. február 26.   | Kádár kizárása, helyette Hidas                                                              |
| Ács Lajos, Apró Antal, Farkas Mihály, Gerő Ernő, Harustyák József, Hegedűs András, Hidas István, Horváth Márton, Kiss Károly, Kristóf István, Nagy Imre, Rákosi Mátyás, Révai József, Rónai Sándor, Szabó István, Vajda Imre, Zsofinyecz Mihály (16)             | 1953. február 26.   | 1953. június 28.    | Központi Vezetőség (KV) ülés, Kovács és Vas helyett Ács és Kristóf                          |
| Ács Lajos, Gerő Ernő, Földvári Rudolf, Hegedűs András, Hidas István, Kristóf István, Nagy Imre, Rákosi Mátyás, Zsofinyecz Mihály (9) | 1953. június 28.    | 1953. augusztus 12. | KV ülés a hibákról, nyolcan ki, új tag Földvári                                             |
| Ács Lajos, Gerő Ernő, Farkas Mihály, Földvári Rudolf, Hegedűs András, Hidas István, Kristóf István, Nagy Imre, Rákosi Mátyás, Zsofinyecz Mihály (10) | 1953. augusztus 12. | 1953. október 31.   | Farkas visszatér                                                                            |
| Ács Lajos, Apró Antal, Gerő Ernő, Farkas Mihály, Földvári Rudolf, Hegedűs András, Hidas István, Kristóf István, Nagy Imre, Rákosi Mátyás, Zsofinyecz Mihály (11)                                                                                                 | 1953. október 31.   | 1954. május 30.     | KV ülés, Apró visszatér                                                                     |
| Ács Lajos, Apró Antal, Gerő Ernő, Farkas Mihály, Hegedűs András, Hidas István, Nagy Imre, Rákosi Mátyás, Szalai Béla (9) | 1954. május 30.     | 1955. április 14.   | III. MDP kongresszus, új tag Szalai (Földvári, Kristóf, Zsofinyecz ki)                      |

## Az 1956-os forradalomig(1956. október 24-ig)
| Ács Lajos, Apró Antal, Gerő Ernő, Hegedűs András, Hidas István, Kovács István, Rákosi Mátyás, Szalai Béla (8)                 | 1955. április 14. | 1956. július 21.  | Nagy Imre eltávolítása (Kovács vissza, Farkas ki)         |
| Ács Lajos, Apró Antal, Gerő Ernő, Hegedűs András, Hidas István, Kádár János, Kovács István, Marosán György, Révai József (10) | 1956. július 21.  | 1956. október 24. | Rákosi ki, Gerő első titkár, Kádár, Marosán, Révai vissza |

## A forradalom idején (1956. november 7-ig)
| Apró Antal, Gáspár Sándor, Gerő Ernő, Hegedűs András, Kádár János, Kállai Gyula, Kiss Károly, Köböl József, Marosán György, Nagy Imre, Szántó Zoltán (11) | 1956. október 24. | 1956. október 26. | KV ülés, Gáspár, Kállai, Kiss, Köböl, Szántó, Nagy be, Ács, Hidas, Kovács, Révai ki                  |
| Apró Antal, Hegedűs András, Kádár János, Münnich Ferenc, Nagy Imre, Szántó Zoltán(6)                                                                      | 1956. október 26. | 1956. október 28. | Rendkívüli Bizottsággá alakul, Münnich be, Gáspár, Gerő, Kállai, Kiss, Köböl, Marosán ki             |
| Apró Antal, Kádár János, Kiss Károly, Münnich Ferenc, Nagy Imre, Szántó Zoltán (6)                                                                        | 1956. október 28. | 1956. október 31. | Elnökséggé alakul, Kiss be, Hegedűs ki                                                               |
| Donáth Ferenc, Kádár János, Kopácsi Sándor, Losonczy Géza, Lukács György, Nagy Imre, Szántó Zoltán (7)                                                    | 1956. október 31. | 1956. november 7. | MSZMP Ideiglenes Intézőbizottság (IIB) - Donáth, Kopácsi, Losonczy, Lukács be, Apró, Kiss, Münich ki |

## A forradalom leverése után (1989. október 7-ig)
| Apró Antal, Biszku Béla, Fehér Lajos, Kádár János, Kállai Gyula, Kiss Károly, Marosán György, Münnich Ferenc (8) | 1956. november 7.    | 1957. február 26.    | Kádár Budapestre ér, új IIB alakul |
| Apró Antal, Biszku Béla, Fehér Lajos, Kádár János, Kállai Gyula, Kiss Károly, Marosán György, Münnich Ferenc, Rónai Sándor, Somogyi Miklós (10)                                                                      | 1957. február 26.    | 1957. június 29.     | IKB ülés, újjáalakul a Titkárság, új tagok: Rónai, Somogyi |
| Apró Antal, Biszku Béla, Fehér Lajos, Fock Jenő, Kádár János, Kállai Gyula, Kiss Károly, Marosán György, Münnich Ferenc, Rónai Sándor, Somogyi Miklós (11)                                                           | 1957. június 29.     | 1959. december 5.    | az MSZMP Országos Értekezlete, új tag: Fock |
| Apró Antal, Biszku Béla, Fehér Lajos, Fock Jenő, Kádár János, Kállai Gyula, Kiss Károly, Marosán György, Münnich Ferenc, Nemes Dezső, Rónai Sándor, Somogyi Miklós (12)                                              | 1959. december 5.    | 1962. augusztus 16.  | az MSZMP VII. Kongresszusa, új tag: Nemes |
| Apró Antal, Biszku Béla, Fehér Lajos, Fock Jenő, Kádár János, Kállai Gyula, Marosán György, Münnich Ferenc, Nemes Dezső, Rónai Sándor, Somogyi Miklós (11)                                                           | 1962. augusztus 16.  | 1962. október 12.    | KB ülés, a TV-t sértő perekről, Kiss kizárása |
| Apró Antal, Biszku Béla, Fehér Lajos, Fock Jenő, Kádár János, Kállai Gyula, Münnich Ferenc, Nemes Dezső, Rónai Sándor, Somogyi Miklós (10)                                                                           | 1962. október 12.    | 1962. november 24.   | KB ülés, Marosán kizárása |
| Apró Antal, Biszku Béla, Fehér Lajos, Fock Jenő, Gáspár Sándor, Kádár János, Kállai Gyula, Komócsin Zoltán, Münnich Ferenc, Nemes Dezső, Rónai Sándor, Somogyi Miklós, Szirmai István (13)                           | 1962. november 24.   | 1965. szeptember 28. | az MSZMP VIII. Kongresszusa, új tagok: Gáspár, Komócsin, Szirmai |
| Apró Antal, Biszku Béla, Fehér Lajos, Fock Jenő, Gáspár Sándor, Kádár János, Kállai Gyula, Komócsin Zoltán,, Münnich Ferenc, Nemes Dezső, Somogyi Miklós, Szirmai István (12)                                        | 1965. szeptember 28. | 1966. december 3.    | Rónai halála |
| Apró Antal, Biszku Béla, Fehér Lajos, Fock Jenő, Gáspár Sándor, Kádár János, Kállai Gyula, Komócsin Zoltán, Nemes Dezső, Nyers Rezső, Szirmai István (11)                                                            | 1966. december 3.    | 1969. szeptember 29. | az MSZMP IX. Kongresszusa, Münnich, Somogyi ki, Nyers be |
| Apró Antal, Biszku Béla, Fehér Lajos, Fock Jenő, Gáspár Sándor, Kádár János, Kállai Gyula, Komócsin Zoltán, Nemes Dezső, Nyers Rezső (10)                                                                            | 1969. szeptember 29. | 1970. november 28.   | Szirmai halála |
| Aczél György, Apró Antal, Benke Valéria, Biszku Béla, Fehér Lajos, Fock Jenő, Gáspár Sándor, Kádár János, Kállai Gyula, Komócsin Zoltán, Nemes Dezső, Németh Károly, Nyers Rezső (13)                                | 1970. november 28.   | 1974. május 28.      | az MSZMP X. Kongresszusa, új tagok: Aczél, Benke és Németh |
| Aczél György, Apró Antal, Benke Valéria, Biszku Béla, Fehér Lajos, Fock Jenő, Gáspár Sándor, Kádár János, Kállai Gyula, Nemes Dezső, Németh Károly, Nyers Rezső (12)                                                 | 1974. május 28.      | 1975. március 22.    | Komócsin halála |
| Aczél György, Apró Antal, Benke Valéria, Biszku Béla, Fock Jenő, Gáspár Sándor, Kádár János, Lázár György, Maróthy László, Nemes Dezső, Németh Károly, Óvári Miklós, Sarlós István (13)                              | 1975. március 22.    | 1975. július 2.      | az MSZMP XI. Kongresszusa, Fehér, Kállai Nyers ki, Lázár, Maróthy, Óvári, Sarlós be |
| Aczél György, Apró Antal, Benke Valéria, Biszku Béla, Fock Jenő, Gáspár Sándor, Huszár István, Kádár János, Lázár György, Losonczi Pál, Maróthy László, Nemes Dezső, Németh Károly, Óvári Miklós, Sarlós István (15) | 1975. július 2.      | 1980. március 27.    | KB ülés, Huszár, Losonczi |
| Aczél György, Benke Valéria, Gáspár Sándor, Havasi Ferenc, Kádár János, Korom Mihály, Lázár György, Losonczi Pál, Maróthy László, Méhes Lajos, Németh Károly, Óvári Miklós, Sarlós István (13)                       | 1980. március 27.    | 1985. március 28.    | az MSZMP XII. Kongresszusa, új tagok: Havasi, Korom, Méhes (Apró, Biszku, Fock, Huszár, Nemes ki) |
| Aczél György, Gáspár Sándor, Grósz Károly, Hámori Csaba, Havasi Ferenc, Kádár János, Lázár György, Losonczi Pál, Maróthy László, Németh Károly, Óvári Miklós, Sarlós István, Szabó István (13)                       | 1985. március 28.    | 1987. június 23.     | az MSZMP XIII. Kongresszusa, új tagok: Grósz, Hámori, Szabó (Benke, Korom, Méhes ki) |
| Aczél György, Berecz János, Csehák Judit, Gáspár Sándor, Grósz Károly, Hámori Csaba, Havasi Ferenc, Kádár János, Lázár György, Maróthy László, Németh Károly, Óvári Miklós, Szabó István (13)                        | 1987. június 23.     | 1988. május 22.      | KB ülés, Losonczi és Sarlós ki, Berecz és Csehák be |
| Berecz János, Csehák Judit, Grósz Károly, Hámori Csaba, Iványi Pál, Lukács János, Németh Miklós, Nyers Rezső, Pozsgay Imre, Szabó István, Tatai Ilona (11)                                                           | 1988. május 22.      | 1989. április 12.    | az MSZMP Országos Értekezlete, Aczél, Gáspár, Havasi, Lázár, Németh K., Maróthy és Óvári ki, Iványi, Lukács, Németh M., Nyers, Pozsgay és Tatai be [Kádár is ki, pártelnök lett, de nem tagja a PB-nek] |
| Grósz Károly, Hámori Csaba, Iványi Pál, Jassó Mihály, Németh Miklós, Nyers Rezső, Pozsgay Imre, Tatai Ilona, Vastagh Pál (9)                                                                                         | 1989. április 12.    | 1989. június 24.     | KB ülés, Berecz, Csehák, Lukács és Szabó ki, Jassó és Vastagh be |
| Elnökség: Grósz Károly, Németh Miklós, Nyers Rezső, Pozsgay Imre (4) | 1989. június 24.     | 1989. október 7.     | KB ülés, elnök: Nyers; a PB helyett Elnökség és Politikai Intéző Bizottság (PIB) alakul |